# Marco Cocceio Nerva (console 36 a.C.)
Marco Cocceio Nerva (in latino Marcus Cocceius Nerva; fl. I secolo a.C.) è stato un politico romano, console della Repubblica romana nell'anno 36 a.C..

## Biografia
Era il bisnonno del futuro imperatore Nerva. Partigiano di Lucio Antonio, figlio di Marco Antonio, suo figlio, col suo stesso nome, fu parte dell'entourage dell'imperatore Tiberio. Suo collega nel consolato fu Lucio Gellio Publicola.
| Controllo di autorità | VIAF (EN) 545155708691222580003 · GND (DE) 1185093982 |